# Paradoxurus stenocephalus
Paradoxurus stenocephalus — вид ссавців родини  віверових. Вважався того ж виду, що й Paradoxurus aureus, але нещодавно обмежився статусом нового виду.

## Поширення, поведінка
Ендемік Шрі-Ланки. Тварина знайдена в англ. Wilpattu National Park і прилеглих містах.

## Опис
Колір тіла золотисто-коричневий як у P. aureus, але має явні темно-коричневі смуги, як правило, три, від плеча до основи хвоста. Черевна область блідо-золотистого кольору, контрастна.